# Das nullte Kapitel
Das nullte Kapitel ist ein Alternative-Hip-Hop-Album der Band Käptn Peng & Die Tentakel von Delphi.

## Entstehungsgeschichte
Das Album entstand nachdem Robert Gwisdek die Arbeiten an dem Soundtrack zu Axel Ranischs Film Alki Alki beendet hatte. Als Sänger ist Käptn Peng (Robert Gwisdek) auf dem Album zu hören. Außerdem wirkten die Mitglieder von Die Tentakel von Delphi mit: Roberts Bruder Shaban (Johannes Gwisdek) als Schlagzeuger und Sänger, Peter Bartz als Percussionist, Moritz Bassmann an der Gitarre und Boris Nielsen am Bass. Die Musik entstand innerhalb der Begleitband auf Instrumenten, die zum Teil selbsterstellt sind. Alle Texte stammen von Gwisdek. Das Album wurde im bandeigenen Studio in Berlin aufgenommen und von den Musikern selbst produziert. Unterstützung erhielten sie von Jens Güttes.

## Veröffentlichung
Das Album erschien am 19. Mai 2017 als CD, Doppel-LP sowie digital über das Independent-Hip-Hop-Label Kreismusik aus Dresden und das zu großen Teilen aus den Bandmitgliedern und Gwisdek besteht.

## Musik und Texte
Wie auf den meisten seiner Alben handelt es sich bei den Raptexten von Gwisdek persönliche Texte, die man als „Dada-Texte, Schizophrenie-Hymnen und Gedankenakrobatik“ bezeichnen kann. Sie gelten als sehr komplex. So behandelt er im Song Pi die Entstehungsgeschichte des Universums verbunden mit der Kreiszahl und dem Unendlichkeitszeichen {\displaystyle \infty }in Form einer liegenden Acht. Im Gegensatz zu dem Vorgängeralbum Expedition ins O (2013) wurde jedoch die Komplexität etwas reduziert und auch das private Leben von Gwisdek trat in den Vordergrund. Dennoch bleiben surreale Metaphern vorherrschend.
Musikalisch mischt Käptn Peng & Die Tentakel von Delphi den Hip-Hop mit jazzigen Instrumentalpassagen. Es werden Instrumente wie Bongos und Handclaps verwendet sowie echte, aber präparierte Gitarren, Kontrabass und Bass. Dazu kommen ebenso aus Alltagsgegenständen gebastelte Perkussion. Der Rapstil ist durchgehend schnell, die einzelnen Songs klingen, bis auf Tango im Treibsand, in dem Reggae-Elemente verwendet werden sowie Abcdefghijklmnopqrstuvwxyz, bei dem orientalische Musik verwendet wird, ähnlich. Ansonsten beginnt meisten Käptn Peng mit der Einleitung, danach folgen die Instrumente und eine Melodie bis zu einem Break, danach beginnt der Song von der Struktur her von vorne. Charakteristisch sind die A cappella- und Spoken-Word-Monologe von Gwisdek.

## Titelliste
| Nr.          | Titel                              | Länge   |
| ------------ | ---------------------------------- | ------- |
| 1.           | Das nullte Kapitel                 | 1:35    |
| 2.           | Spiegelkabinett                    | 5:55    |
| 3.           | Im Labyrinth                       | 3:54    |
| 4.           | Neue Freunde                       | 4:54    |
| 5.           | Meister und Idiot                  | 5:04    |
| 6.           | Wobwobwob                          | 3:42    |
| 7.           | Tango im Treibsand                 | 4:30    |
| 8.           | Pi                                 | 4:49    |
| 9.           | Pförtner                           | 4:06    |
| 10.          | MC HomoSapiensSapiens              | 5:06    |
| 11.          | ABCDEFGHIJKLMNOPQRSTUVWXYZ         | 2:56    |
| 12.          | Backpfeifenernte auf dem Alphabeet | 2:06    |
| 13.          | Gelernt                            | 3:21    |
| 14.          | Todesbossa                         | 3:08    |
| 15.          | Tier                               | 5:02    |
| Gesamtlänge: | Gesamtlänge:                       | 1:00:08 |

## Rezeption
Julia Lorenz schrieb im Musikexpress: „Als Akademikermusik kann man das sicherlich bezeichnen – als bemüht kritisieren nie. Denn Gwisdek kann es einfach, als Texter wie als Performer. Selbst wenn er im Track Gelernt ein dezidiert feministisches Statement setzt, glückt ihm das lässiger als vielen Kollegen aus der Zeckenrap-Fraktion“  Die Spielart der Band sei „detailvernarrt und manisch-dynamisch“, und „in manchen Momenten [...] partytauglich“. Die Autorin vergibt dafür 5 von 6 Sternen.
Sven Aumiller von MZEE lobte das Album: „Wer sich Das nullte Kapitel (…) ernsthaft zu Gemüte führt, der wird dafür auch belohnt. Die Platte lebt von der Synergie der Musiker, den philosophischen Texten des Rappers und dem Gefühl, immer wieder neue Elemente entdecken zu können – und liefert mehr als nur einen Anreiz, gespannt auf viele weitere Kapitel zu blicken.“

### Kommerzieller Erfolg
| ChartsChartplatzierungen | Höchstplatzierung | Wochen |
| ------------------------ | ----------------- | ------ |
| Deutschland (GfK)        | 12 (2 Wo.)        | 2      |
| Österreich (Ö3)          | 15 (2 Wo.)        | 2      |